# 239716 Felixbaumgartner
239716 Felixbaumgartner este o planetă minoră (asteroid) din centura de asteroizi. A fost descoperită pe 25 ianuarie 2009 la Gaisberg⁠(d) de Richard Gierlinger⁠(d). 
Obiectul prezintă o orbită caracterizată de o semiaxă mare de 2,7221976679108 UAi, o excentricitate de 0,11, o înclinație de 5 ° în raport cu ecliptica.